# 復活日論争
復活日論争（ふっかつびろんそう、英語: Paschal controversies, ドイツ語: passahstreit）とはキリスト教において、復活祭（復活日）をいつ祝うかを巡って起きた論争。
初代教会では復活祭はユダヤ教の過越の祭りと同じ日に祝われていたと考えられている。過越の祭りの始まりはユダヤ教の暦で「ニサンの月の14日」に固定されている。しかしキリスト教が各地に広まっていく中で、復活祭をいつ祝うかということで2世紀頃から論争が起こることになった。
この論争は古代に終結したが、16世紀に西方教会がグレゴリオ暦を採用して以降、今度は西方教会と東方教会の間で復活祭の日付に相違が生じている。

## 古代の論争
小アジアの教会はユダヤ教以来の伝統に従ってニサンの月の14日をパスカ（復活祭）として祝っていたため、平日に祝われることもあった。一方、ローマをはじめ多くの教会ではイエスが復活した日曜日を主イエスの日として優先するため、復活祭（パスカ）も復活の日である「ニサンの月の14日の後の最初の日曜日」に祝う習慣であった。
2世紀にはこの相違が顕在化。154年には小アジアのポリュカルポスとローマのアニケトゥスの間の会談において議論が行われた。170年代にはラオディキアで論争が生じ、190年代にも論争が再燃。ローマのウィクトル1世はエフェソスのポリュクラテスと論争し、日曜日に復活祭を祝わない者に対しては破門も辞さない厳しい態度で臨んだ。こうしたウィクトル1世の強硬な姿勢は全司教（主教）達に歓迎されず、日曜日に復活祭を祝うこと自体には賛同する（小アジア以外の）東方教会の主教達からも、たしなめる意見が相次いだ。
この時、リヨンのエイレナイオスが調停に立った。エイレナイオスは小アジアのスミルナ出身でガリア（リヨン）の司教であり、小アジアの伝統とローマ側の主張の両方をよく理解している人物であった。エウセビオスはエイレナイオスが教会分裂の阻止に果たした役割につき賞賛している。エイレナイオスは他の司教達（主教達）とともにウィクトル1世に対しては強硬姿勢を批判する一方で、小アジアの教会に対して日曜日に復活祭を祝うよう説得に努めた。その結果、ごく一部の小アジアの伝統を維持しようとした分派「十四日教徒」が5世紀頃まで存続した以外は、概ね小アジアの諸教会は他教会と協調するようになっていった。
325年におこなわれた第1ニカイア公会議では全教会で復活祭を同じ日曜日に祝うことを決議した。
ローマとアレクサンドリアの間にも暦法上の相違があり、復活祭の日付も異なることがあったが、だんだんローマはアレクサンドリアの暦法を取り入れるようになった。西方のローマ教会は6世紀までは独自の方法で復活祭を算出していたが、アレクサンドリアの教会の手法を（ローマで用いられていた）ユリウス暦に適応させる方法がディオニュシウス・エクシグウスによって編み出されたことでようやくその決定法を採用することになった。イギリスやフランスなどの各地でも当初はローマ式の方法が採用されていたが、やがてディオニュシウスの方法が採用され、ようやく復活祭の日付がヨーロッパの全キリスト教会で統一されることになった。

## 16世紀以降
| 復活祭の日付 2001年–2045年 |          |          |
| 年                         | 西方教会 | 東方教会 |
| 2001年                     | 4月15日  | 4月15日  |
| 2002年                     | 3月31日  | 5月5日   |
| 2003年                     | 4月20日  | 4月27日  |
| 2004年                     | 4月11日  | 4月11日  |
| 2005年                     | 3月27日  | 5月1日   |
| 2006年                     | 4月16日  | 4月23日  |
| 2007年                     | 4月8日   | 4月8日   |
| 2008年                     | 3月23日  | 4月27日  |
| 2009年                     | 4月12日  | 4月19日  |
| 2010年                     | 4月4日   | 4月4日   |
| 2011年                     | 4月24日  | 4月24日  |
| 2012年                     | 4月8日   | 4月15日  |
| 2013年                     | 3月31日  | 5月5日   |
| 2014年                     | 4月20日  | 4月20日  |
| 2015年                     | 4月5日   | 4月12日  |
| 2016年                     | 3月27日  | 5月1日   |
| 2017年                     | 4月16日  | 4月16日  |
| 2018年                     | 4月1日   | 4月8日   |
| 2019年                     | 4月21日  | 4月28日  |
| 2020年                     | 4月12日  | 4月19日  |
| 2021年                     | 4月4日   | 5月2日   |
| 2022年                     | 4月17日  | 4月24日  |
| 2023年                     | 4月9日   | 4月16日  |
| 2024年                     | 3月31日  | 5月5日   |
| 2025年                     | 4月20日  | 4月20日  |
| 2026年                     | 4月5日   | 4月12日  |
| 2027年                     | 3月28日  | 5月2日   |
| 2028年                     | 4月16日  | 4月16日  |
| 2029年                     | 4月1日   | 4月8日   |
| 2030年                     | 4月21日  | 4月28日  |
| 2031年                     | 4月13日  | 4月13日  |
| 2032年                     | 3月28日  | 5月2日   |
| 2033年                     | 4月17日  | 4月24日  |
| 2034年                     | 4月9日   | 4月9日   |
| 2035年                     | 3月25日  | 4月29日  |
| 2036年                     | 4月13日  | 4月20日  |
| 2037年                     | 4月5日   | 4月5日   |
| 2038年                     | 4月25日  | 4月25日  |
| 2039年                     | 4月10日  | 4月17日  |
| 2040年                     | 4月1日   | 5月6日   |
| 2041年                     | 4月21日  | 4月21日  |
| 2042年                     | 4月6日   | 4月13日  |
| 2043年                     | 3月29日  | 5月3日   |
| 2044年                     | 4月17日  | 4月24日  |
| 2045年                     | 4月9日   | 4月9日   |

16世紀になって西欧社会がグレゴリオ暦を採用したことで、ユリウス暦を用いつづけた東方教会との間で再び復活祭が異なるという現象が起こるようになった。
1997年にシリアのアレッポでキリスト教諸派の代表が集まっておこなわれた世界キリスト教協議会では復活祭の日付の確定法の再検討と全キリスト教における復活祭の日付の統一が提案された。この問題は現在でも協議が続けられているが、いまだに統一には至っていない。
ある人々は復活祭の日付が移動することや教派によって日付が異なることの不便を解消するため、思い切って月齢と復活祭を切り離すことを提案している。たとえば4月の第二日曜日に固定するなどの意見が出されているが、まだ広範な支持を受けるまでには至っていない。
西方教会において、最も早く復活祭が祝われる可能性がある日は（グレゴリオ暦の）3月22日である。これは最も近くでは1818年にそうなっていた。次にこの日が復活祭になるのは2285年のことである。逆に最も遅い日は4月25日である。最も近くでこの日が復活祭となったのは1943年のことであり、次は2038年になる計算である。